# Iiyama

Iiyama (飯山市 Iiyama-shi?) este un municipiu din Japonia, prefectura Nagano.